# Démosthène (général)
Pour les articles homonymes, voir Démosthène (homonymie).
Le stratège Démosthène était un général athénien.
En -426, il fut vainqueur des Péloponnésiens à deux reprises, à Amphilochia et à Olpai, et en 424 av. J.-C. il dirigea la flotte athénienne durant l'invasion de la Béotie, qui se solda cependant par un échec monumental. Il remplaça également Alcibiade dans le commandement de la flotte qui devait conquérir la Sicile (-415). Il fut appelé en renfort par Nicias qui conduisait cette expédition, et attaqua Syracuse. Après de nombreux revers, il fut enfin complètement battu sur les bords de l'Assinaros et tomba entre les mains des Syracusains qui l'exécutèrent, ainsi que Nicias (-413).
L'une de ses actions les plus fameuses, au cours de la guerre du Péloponnèse, fut de fortifier le port de Pylos, qui fut la base d'où partirent les Athéniens pour assaillir les Spartiates coincés sur l’îlot de Sphactérie. Le démagogue Cléon, venu sur les lieux avec des renforts, s'attribua cette victoire qu'on pouvait devoir à Démosthène, en emmenant les Lacédémoniens captifs en Attique.

## Sources
- Thucydide, La Guerre du Péloponnèse
- Aristophane, Les Cavaliers

Cet article comprend des extraits du Dictionnaire Bouillet. Il est possible de supprimer cette indication, si le texte reflète le savoir actuel sur ce thème, si les sources sont citées, s'il satisfait aux exigences linguistiques actuelles et s'il ne contient pas de propos qui vont à l'encontre des règles de neutralité de Wikipédia.